# 陈明生
陈明生（1981年10月—），男，汉族，安徽南陵人，中华人民共和国政治人物。安徽大学电磁场与微波技术专业毕业，研究生学历，工学博士。曾任中共安庆市委常委、统战部部长，现任共青团安徽省委书记。